# Mictosoma ramosum
Mictosoma ramosum là một loài chân đều trong họ Mictosomatidae. Loài này được Hansen miêu tả khoa học năm 1916.